# Войково (Харцызский городской совет)
Войково (укр. Войкове) / Благодатное (укр. Благодатне) — посёлок, входит в Харцызский городской совет Донецкой области Украины. Находится под контролем самопровозглашённой Донецкой Народной Республики.

## География
В Донецкой области имеется одноимённый населённый пункт село Войково в Старобешевском районе.

#### Соседние населённые пункты по странам света
С: Новопелагеевка, Дубовка, Золотарёвка
СЗ: Новониколаевка
СВ: Николаевка, город Зугрэс
З: Садовое, Вербовка
В: Троицко-Харцызск
ЮЗ: Зелёное, Придорожное
ЮВ: Широкое, Виноградное
Ю: Фёдоровка, город Иловайск

## История
С 1938 года — посёлок городского типа.
В январе 1989 года численность населения составляла 75 человек.
По состоянию на 1 января 2019 года численность населения составляла 36 человек
С весны 2014 года в составе Донецкой Народной Республики.
12 мая 2016 года Верховная Рада Украины присвоила посёлку название Благодатное в рамках кампании по декоммунизации на Украине. Переименование не было признано ДНР.

## Местный совет
86790 Донецкая обл., Харцызский городской совет, пгт Троицко-Харцызск, ул. Советская, 1.